# Comuna Olievo-Korolivka, Horodenka
Olievo-Korolivka (în ucraineană Олієво-Королівка) este o comună în raionul Horodenka, regiunea Ivano-Frankivsk, Ucraina, formată din satele Novoselivka, Olievo-Korniv și Olievo-Korolivka (reședința).

## Demografie
Componența lingvistică a comunei Olievo-Korolivka
     Ucraineană (99,94%)
     Alte limbi (0,06%)
Conform recensământului din 2001, majoritatea populației comunei Olievo-Korolivka era vorbitoare de ucraineană (99,94%), existând în minoritate și vorbitori de alte limbi.